# Benjamin Morrell
Benjamin Morrell, född 5 juli 1795 i Rye i delstaten New York, död 1839 i Moçambique, var en amerikansk upptäcktsresande.
Mellan 1821 och 1823, gjorde han fyra stora resor, särskilt i Antarktiska oceanen, i Stilla havet öarna och i östra delen av Amerika.
Han skrev en bok med minnen om sina resor, med titeln "A Narrative of Four Voyages", och efter den information som lämnats förtjänat ett dåligt rykte som en lögnare, eftersom hans bok med minnen innehöll felaktigheter  och dessutom innehöll en oregelbunden sätt att exponera sina erfarenheter.